# Psicologo

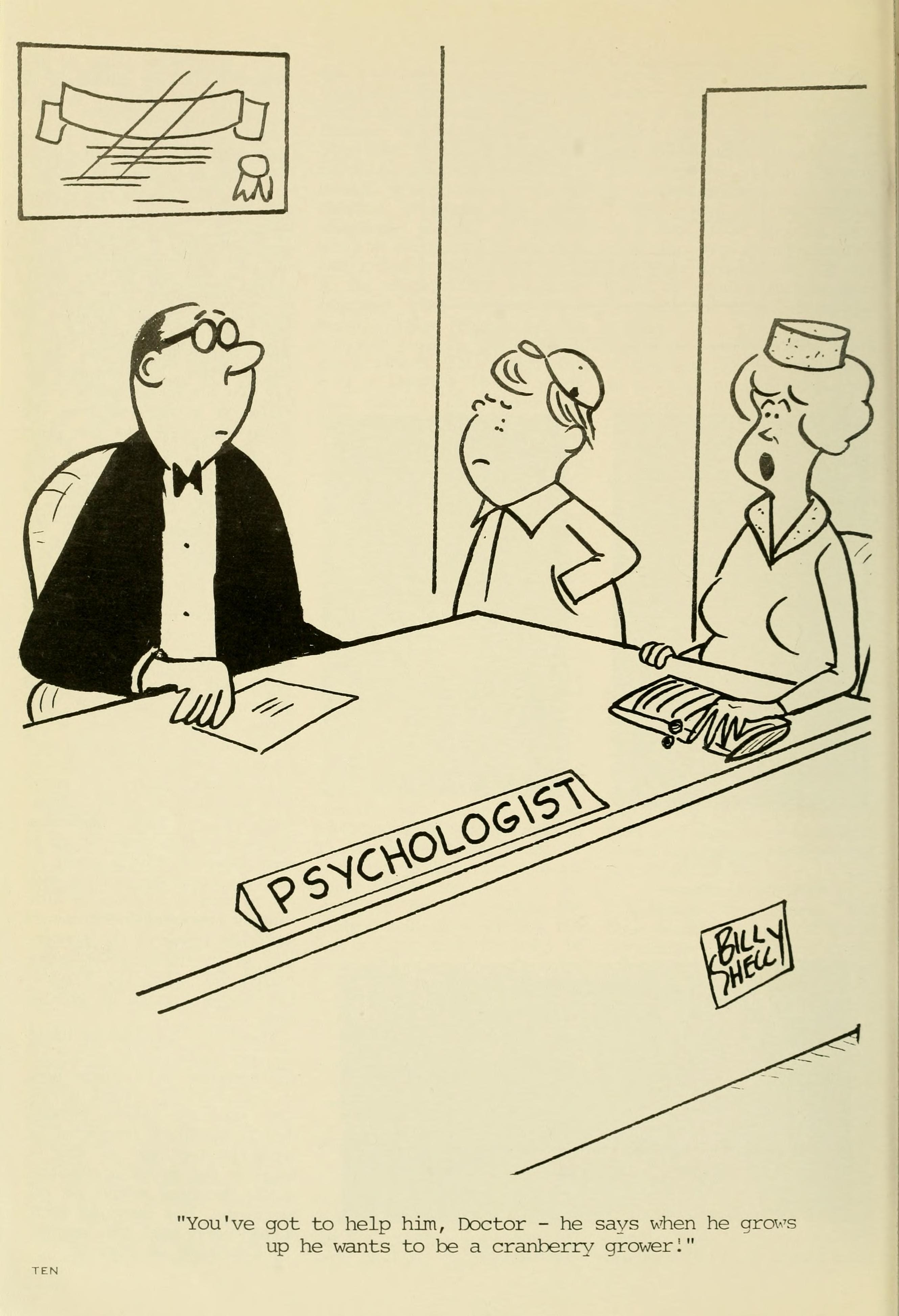
Una vignetta comica del 1966 che raffigura uno psicologo nel suo studio.

Lo psicologo (colloquiamente, anche chiamato dottore) è un dottore magistrale e professionista socio-sanitario che svolge attività di prevenzione, diagnosi, intervento, promozione della salute, abilitazione-riabilitazione, sostegno e consulenza in ambito psicologico, rivolte al singolo individuo, alla coppia, al gruppo e altri organismi sociali, sanitari o di comunità.
Studia, diagnostica e tratta gli stati mentali normali e patologici dei processi cognitivi, emotivi, sociali e comportamentali osservando, interpretando e registrando come gli individui si relazionano tra loro e nei loro contesti. Sono specifici della professione di psicologo tutti gli strumenti e le tecniche conoscitive e di intervento relative a processi psichici (relazionali, emotivi, cognitivi, comportamentali) basati sull'applicazione di principi, conoscenze, modelli o costrutti psicologici.

## Attività professionale

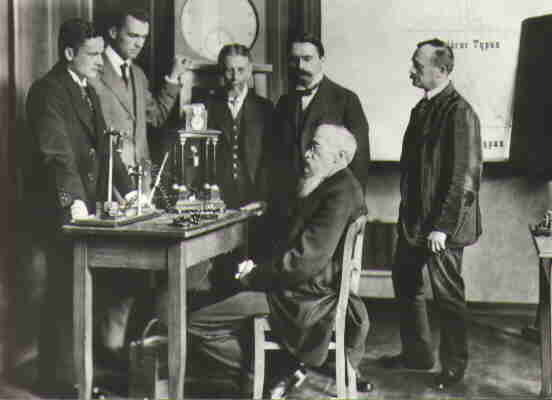
Wilhelm Wundt (seduto) e colleghi in un laboratorio di psicologia, il primo del suo genere.

L'attività professionale dello psicologo può inserirsi all'interno di due categorie generali: quella applicativa, che include gli psicologi che esercitano la loro professione e quella orientata alla ricerca o all'insegnamento che include "scienziati" o "studiosi". All'interno di queste due categorie vi sono psicologi specializzati in uno o più settori, ad esempio: clinico, cognitivo, dell'età evolutiva, dinamico, forense, lavorativo, neuropsicologico, sessuologico, scolastico, sociale e in numerosi altri ambiti; raggiungendo un pubblico molto diversificato: bambini, adolescenti, adulti, anziani, coppie, famiglie, organizzazioni sociali e imprese.
Lo psicologo svolge la sua attività professionale sia come libero professionista sia come lavoratore dipendente, presso strutture pubbliche e private. Generalmente lo psicologo è in grado di offrire una gamma di servizi professionali, tra cui: 
- Trattamenti a scopo preventivo e curativo della salute mentale e del benessere psicologico di singoli soggetti, coppie, famiglie e organizzazioni sociali.
- Diagnosi sul funzionamento psichico e comportamentale - sia normale che patologico (disturbi mentali) - tramite colloquio clinico, osservazione e somministrazione di test psicologici e altri strumenti standardizzati.
- Valutazioni e approfondimenti su aspetti, struttura e processi di personalità, modalità relazionali, livelli di competenza cognitive, opinioni, atteggiamenti, bisogni, motivazioni, idoneità psicologica, ecc.;
- Attività finalizzate a riabilitare, reintegrare, recuperare o compensare abilità o competenze che hanno subito una modificazione, un deterioramento o una perdita.
- Attività di consulenza psicologica (counseling), per la definizione di problemi e la risoluzione di difficoltà relative a processi evolutivi o involutivi, a fasi di transizione e stati di crisi, rinforzando la capacità di scelta, di problem solving e di cambiamento.
- Attività finalizzate a sensibilizzare, educare, informare ed anticipare atteggiamenti, comportamenti e condotte a rischio o da perseguire.
- Interventi di riabilitazione, rieducazione funzionale e integrazione sociale.
- Sostegno psicologico e attività di tipo supportivo che permettono la continuità e il contenimento delle condizioni di benessere della persona.
- Progettazione e sviluppo di programmi di intervento finalizzati al miglioramento della qualità della vita.
- Attività didattiche e di formazione inerenti agli ambiti teorici della psicologia e alle sue applicazioni.
- Sperimentazione e ricerca in psicologia relative all'attività clinica, al disagio mentale, a particolari processi cognitivi, emotivi e comportamentali, ecc.
- Ruolo del compagno adulto per disabili[7]

Gli psicologi generalmente non prescrivono farmaci, tuttavia in alcuni Stati hanno la possibilità di prescrizione. Ad esempio, in cinque stati degli Stati Uniti (Nuovo Messico, Louisiana, Illinois, Iowa e Idaho), gli psicologi con formazione post laurea (post-doctoral training) in psicofarmacologia clinica hanno ottenuto l'autorizzazione a prescrivere farmaci per il trattamento dei disturbi mentali. L'APA (American Psychological Association) ha riconosciuto 56 classificazioni professionali per gli psicologi, tra cui Society of Counseling Psychology, Society of Clinical Psychology, Society for Health Psychology e Rehabilitation Psychology.

## Caratteristiche

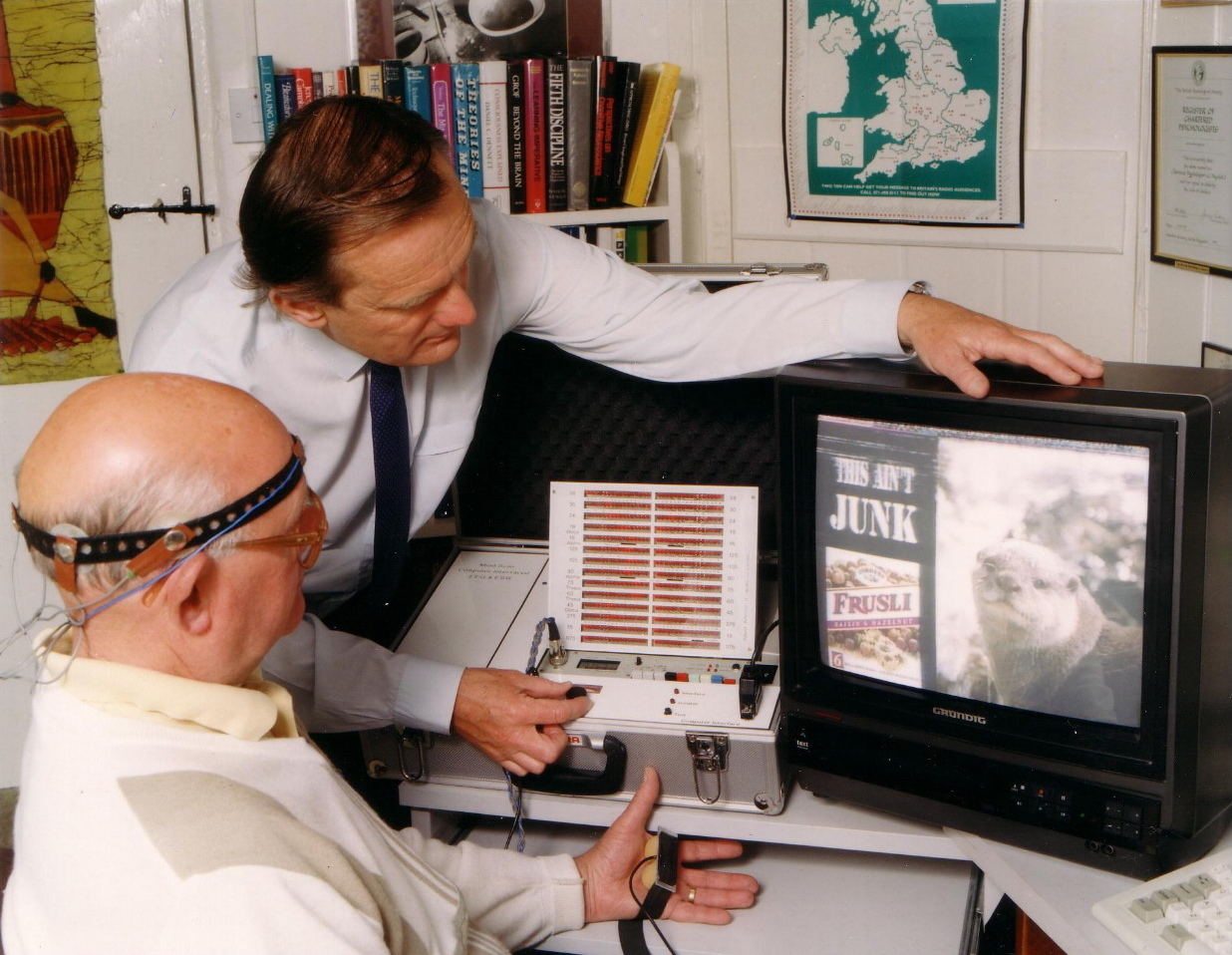
Lo psicologo David Lewis misura le risposte di un soggetto a uno spot televisivo dei primi anni '80 usando un dispositivo EEG appositamente modificato.

In molti paesi del mondo per poter esercitare la professione di psicologo è necessario essere in possesso di un idoneo titolo di studio, aver svolto dei tirocini professionali nonché appartenere ad un ordine professionale/essere iscritto ad un albo/board di natura pubblicistica: tuttavia, la regolamentazione relativa all'abilitazione professionale è diversa da nazione a nazione.
Diversi ordinamenti prevedono inoltre la possibilità che la professione possa essere esercitata sia in forma individuale che associata. All'interno dell'Unione europea valgono le regole della Direttiva 2005/36/CE che disciplina la libera circolazione dei professionisti.

## Italia
In Italia, la professione di Psicologo è una professione sanitaria, ordinata dallo Stato con specifiche previsioni legislative. Per la Legge Italiana istitutiva della professione (L. 18/02/89, n. 56 "Ordinamento della professione di psicologo"), la professione di Psicologo comprende "l'uso degli strumenti conoscitivi e di intervento per la prevenzione, la diagnosi, le attività di abilitazione-riabilitazione e di sostegno in ambito psicologico rivolte alla persona, al gruppo, agli organismi sociali e alle comunità. Comprende altresì le attività di sperimentazione, ricerca e didattica in tale ambito".
Per esercitare la professione di psicologo è necessario:
1. aver conseguito una laurea magistrale (LM-51) o V.O. in psicologia;
2. aver completato un tirocinio post lauream, presso strutture pubbliche o private ritenute idonee dall'Ordine, della durata di un anno (suddiviso in due semestri). Il tirocinio deve riguardare almeno 2 aree tra psicologia generale, psicologia clinica, psicologia sociale e psicologia dello sviluppo;
3. superare un Esame di Stato di abilitazione alla professione suddiviso in quattro prove (tre scritte e una orale);
4. iscriversi all'apposito Albo professionale.

A partire dall’anno 2023/2024 la laurea diventa abilitante, ciò significa che svolti i cinque anni, durante i quali si svolge il tirocinio, ci si potrà iscrivere all’albo A e diventare psicologi 
Nell'Albo professionale dell'Ordine degli psicologi sono istituite la sezione A e la sezione B: 
1. agli iscritti nella sezione A spetta il titolo professionale di "Psicologo";
2. agli iscritti nella sezione B spetta il titolo professionale di "Dottore in Tecniche Psicologiche" (DTP) precedentemente definito "Psicologo junior", a cui è possibile accedere dopo il conseguimento della laurea Triennale di ambito psicologico (classe L-24), lo svolgimento di tirocinio semestrale e specifico Esame di Stato. Gli iscritti della Sezione B hanno alcune limitazioni in merito alle attività professionali da loro svolgibili autonomamente, delineate dalla L.170/2003.

Lo psicologo si occupa di una serie di interventi in diversi ambiti professionali (sperimentali, educativi, psicosociali, organizzativi, neuropsicologici, di psicologia applicata, etc.); si occupa anche di consulenza psicologica (counselling), psicopatologia e psicologia clinica, intervenendo nelle situazioni, personali e relazionali, che generano sofferenza e disagio.
La qualifica di psicologo non abilita all'esercizio della psicoterapia; il ruolo professionale di psicoterapeuta è aperto a psicologi e medici, che abbiano conseguito requisiti formativi supplementari (specializzazione post lauream quadriennale, in una scuola pubblica o privata riconosciuta dal MIUR e conseguente "annotazione" sull'Albo). Allo stato attuale (dicembre 2017) in Italia sono presenti oltre 105.000 psicologi, nella quasi totalità iscritti alla Sezione A dell'Albo (gli iscritti all'Albo B sono circa 280).

### Controversie con altre professioni
Possono verificarsi possibili sovrapposizioni tra lo psicologo e altre figure professionali le cui competenze ed eventuali riconoscimenti dipendono dalla legislazione delle varie nazioni. Alcune sovrapposizioni riguardano soprattutto il counselor e il mediatore familiare. In Italia il counselor è figura di natura privatistica, non corrispondente a percorsi universitari, non ordinistica e priva di univoca formazione (non è necessaria la laurea); il parere del Consiglio Nazionale dell'Ordine degli Psicologi, anche sulla base di Sentenze di Cassazione, è che il "counseling" esercitato da non psicologi rischi di sovrapporsi indebitamente agli atti professionali tipici e riservati agli Psicologi.

#### Legislazione a tutela della professione
L'art. 348 del codice penale italiano prevede e punisce chiunque eserciti una professione per l'esercizio della quale è prevista l'ammissione ed iscrizione a speciali albi o elenchi, senza esserne stato abilitato a norma di legge. Nel caso della figura dello psicologo sono state emanate diverse Sentenze per una maggiore tutela della professione. Soprattutto al fine di discernere le pratiche del professionista psicologo da diverse altre figure che possono incorrere nel reato di esercizio abusivo della professione. Segue un elenco di alcune di queste sentenze.
- Sentenza Corte di cassazione n.39339/2017[16]:

1. «Costituisce esercizio abusivo di professione: l’attività [...] che [...] intrattenga approfonditi colloqui su aspetti intimi della vita dei pazienti, per diagnosticare problematiche psicologiche eventualmente all'origine dei disturbi da loro lamentati»[17].
2. «Costituisce esercizio abusivo di professione chi tratta soggetti affetti da disturbi psicologici (ansia, fobie, depressioni) con colloqui e anamnesi per collegare cause psicologiche e disturbi fisici[18] o con consulenze per problemi caratteriali e relazionali, sostenute da percorsi terapeutici, sedute, colloqui e pratiche ipnotiche[19] o con la rievocazione delle esperienze passate[20]».
3. Infine, «può qualificarsi come esercizio abusivo della professione di psicologo l’attività psicoterapeutica teleologicamente orientata, che prescinde dalle modalità con cui l’attività si esplica e richiede che essa abbia come presupposto la diagnosi e come obbiettivo la cura di disturbi psichici. [...] Non è necessario che il soggetto non qualificato si avvalga di una delle metodologie proprie della professione psicoterapeutica, ma è sufficiente che la sua azione incida sulla sfera psichica del paziente con lo scopo di indurne una modificazione, che potrebbe risultare dannosa».

- Sentenza del 17/11/2015 TAR Lazio[21]: «la gradazione del disagio psichico presuppone una competenza diagnostica pacificamente non riconosciuta ai counselors e che il disagio psichico, anche fuori da contesti clinici, rientra nelle competenze della professione sanitaria dello psicologo».
- Sentenza Corte di Cassazione n. 767/2006[22]: è riservata agli psicologi qualsiasi attività in cui l’aspetto di valutazione psicologica è così evidente (come controllo dell’ansia, dell’aggressività, della socievolezza, della leadership) da poter essere definita come una vera e propria attività di diagnosi psicologica o di valutazione attitudinale.
- Sentenza Corte di Cassazione n. 17702/2004[23]: «l'attività di dialogo con i propri clienti, volta a chiarire gli eventuali disturbi di natura psicologica ed anche a fornire consigli [...] costituisce un'attività di diagnosi e di terapia che, nonostante la genericità delle indicazioni contenute nella legge professionale 18 febbraio 1989, n. 56, è certamente intimamente connessa alla professione di psicologo, costituendo espressione della specifica competenza e del patrimonio di conoscenze della psicologia».

## Australia
In Australia, la professione di psicologo e l'uso del titolo di "psicologo" sono regolati da una legge del Parlamento, l'Health Practitioner Regulation (Administrative Arrangements) National Law Act 2008, a seguito di un accordo tra i governi statali e territoriali. In base a questa legge nazionale, la registrazione degli psicologi è amministrata dal Psychology Board of Australia (PsyBA). Prima del luglio 2010, l'albo professionale degli psicologi era disciplinato da diversi Enti di Iscrizione Psicologi statali e territoriali. L'Australian Psychology Accreditation Council (APAC) sovrintende agli standard educativi per la professione.
I requisiti minimi per la registrazione generale in psicologia, compreso il diritto di utilizzare il titolo di "psicologo", sono una laurea quadriennale in psicologia approvata dall'APAC seguita da un programma di master di due anni o due anni di pratica sotto la supervisione di uno psicologo registrato. Tuttavia, l'Australian Health Practitioner Regulation Agency (AHPRA) sta eliminando gradualmente il percorso di tirocinio 4 + 2. Una volta eliminato il percorso 4 + 2, sarà necessario un master o un dottorato di ricerca per diventare uno psicologo in Australia. Ciò è dovuto alle preoccupazioni per la sicurezza pubblica e per ridurre l'onere della formazione sui datori di lavoro. Esiste anche un percorso di registrazione "5 + 1", che comprende un diploma quadriennale approvato dall'APAC seguito da un anno di studio post laurea e un anno di pratica supervisionata. L'approvazione all'interno di una specifica area di pratica richiede ulteriori qualifiche.
L'appartenenza all'Australian Psychological Society (APS) differisce dalla registrazione come psicologo. Il percorso standard per l'adesione a pieno titolo (MAPS) dell'APS di solito richiede quattro anni di studi universitari accreditati APAC, più un master o un dottorato in psicologia presso un istituto accreditato. Un percorso alternativo è disponibile per accademici e professionisti che hanno acquisito un'esperienza adeguata e hanno dato un contributo sostanziale al campo della psicologia.
Le restrizioni si applicano a tutti gli individui che utilizzano il titolo di "psicologo" in tutti gli stati e territori dell'Australia. Tuttavia, i termini "psicoterapeuta", "assistente sociale" e "consigliere" sono attualmente autoregolamentati, con diverse organizzazioni che si battono per la regolamentazione del governo.

## Belgio
Dal 1933, il titolo di "psicologo" è protetto dalla legge in Belgio. Può essere utilizzato solo da persone che si trovano nell'elenco della Commissione del governo nazionale. Il requisito minimo è il completamento di cinque anni di formazione universitaria in psicologia (laurea magistrale o equivalente). Il titolo di "psicoterapeuta" non è legalmente protetto. A partire dal 2016, la legge belga riconosce lo psicologo clinico come professione sanitaria autonoma. Riserva l'esercizio della psicoterapia a medici, psicologi clinici e ortopedagogisti clinici.

## Canada
Un professionista negli Stati Uniti o in Canada deve essere in possesso di una laurea in psicologia (MA, Psy.D., Ed.D. o Ph.D.) o avere una licenza provinciale per utilizzare il titolo di "psicologo". I regolatori provinciali includono:
- Alberta: Psicologi del College of Alberta
- British Columbia: College of Psychologists della British Columbia
- Manitoba: Associazione psicologica di Manitoba
- Terranova e Labrador: Consiglio di psicologia di Terranova e Labrador
- New Brunswick: College of Psychologists of New Brunswick
- Territori del Nordovest: Ufficio del Registrar, Licenza Professionale dei Territori del Nordovest (NWT).
- Nuova Scozia: commissione esaminatrice in psicologia della Nuova Scozia
- Nunavut: cancelliere, licenza professionale Kugluktuk
- Ontario: Collegio degli Psicologi dell'Ontario
- Isola del Principe Edoardo: Consiglio di registrazione degli psicologi dell'Isola del Principe Edoardo
- Québec: Ordine degli psicologi del Quebec
- Saskatchewan: Saskatchewan College of Psychologists

## Repubblica Dominicana
Uno psicologo professionista nella Repubblica Dominicana deve avere una qualifica adeguata ed essere un membro del Collegio domenicano degli psicologi.

## Finlandia
In Finlandia il titolo di "psicologo" è protetto dalla legge. La restrizione per gli psicologi (professionisti autorizzati) è disciplinata dall'Autorità nazionale di vigilanza per il benessere e la salute (Finlandia) (Valvira). Occorrono 330 crediti ECTS (circa sei anni) per completare gli studi universitari (laurea magistrale).

## Germania
In Germania, l'uso del titolo Diplom-Psychologe (Dipl.-Psych.) è limitato dalla legge e un praticante è legalmente tenuto a detenere il titolo accademico corrispondente, che è paragonabile a un M.Sc. laurea e richiede almeno cinque anni di formazione presso un'università. In origine, un diploma di laurea in psicologia rilasciato in Germania includeva la materia della psicologia clinica. Con la riforma di Bologna, questa laurea è stata sostituita da una laurea magistrale. Il grado accademico di Diplom-Psychologeo M.Sc. (Psychologie) non include una qualifica psicoterapeutica, che richiede da tre a cinque anni di formazione aggiuntiva. La formazione psicoterapeutica combina conoscenze teoriche approfondite con la cura del paziente supervisionata e unità di autoriflessione. Dopo aver assolto i requisiti formativi, gli psicologi sostengono un esame statale che, in caso di superamento (Approbation), conferisce il titolo ufficiale di "psicoterapeuta psicologico" (Psychologischer Psychotherapeut).

## Grecia
Dal 1979, il titolo di "psicologo" è protetto dalla legge in Grecia. Può essere utilizzato solo da persone in possesso di una licenza o certificato pertinente, rilasciato dalle autorità greche, per esercitare la professione di psicologo. Il requisito minimo è il completamento della formazione universitaria in psicologia presso un'università greca o presso un'università riconosciuta dalle autorità greche. Gli psicologi in Grecia sono tenuti per legge a rispettare il Codice di condotta degli psicologi (2019). Gli psicologi in Grecia non sono tenuti a registrarsi presso alcun ente di psicologia nel paese per esercitare legalmente la professione. Titoli come "psicoterapeuta" o "consigliere" non sono protetti dalla legge in Grecia e chiunque può definirsi "psicoterapeuta" o "consigliere" senza aver conseguito una laurea in psicologia.

## India
In India, "psicologo clinico" è specificamente definito nel Mental Health Act, 2017. Per richiedere la registrazione come psicologo clinico è necessario un diploma MPhil in Psicologia Clinica della durata di due anni riconosciuto dal Rehabilitation Council of India. Questa procedura è stata criticata da alcune parti interessate poiché la psicologia clinica non è limitata all'area della riabilitazione. Titoli come "counselor" o "psicoterapeuta" non sono attualmente protetti. In altre parole, un individuo può definirsi "psicoterapeuta" o "consulente" senza aver conseguito una laurea in psicologia clinica o in un altro campo della salute mentale, e senza doversi registrare presso il Rehabilitation Council of India.

## Nuova Zelanda
In Nuova Zelanda, l'uso del titolo "psicologo" è limitato dalla legge. Prima del 2004, solo il titolo di "psicologo registrato" era riservato a persone qualificate e registrate come tali. Tuttavia, con la proclamazione dell'Health Practitioners Competence Assurance Act, nel 2003, l'uso del titolo "psicologo" è stato limitato ai professionisti registrati presso il New Zealand Psychologists Board. I titoli "psicologo clinico", "psicologo consulente", "psicologo dell'educazione", "psicologo stagista" e "psicologo tirocinante" sono protetti in modo analogo. Questo per proteggere il pubblico fornendo la garanzia che il titolare del titolo è registrato e quindi qualificato e competente per esercitare e può essere ritenuto responsabile. La legislazione non include una clausola di esenzione per nessuna classe di professionisti (ad esempio, accademici o impiegati statali).

## Norvegia
In Norvegia, il titolo di "psicologo" è limitato dalla legge e può essere ottenuto solo completando un programma integrato di 6 anni, che porta al Candidate of Psychology degree. Gli psicologi sono considerati personale sanitario e il loro lavoro è regolato dalla "legge sul personale sanitario".

## Sudafrica

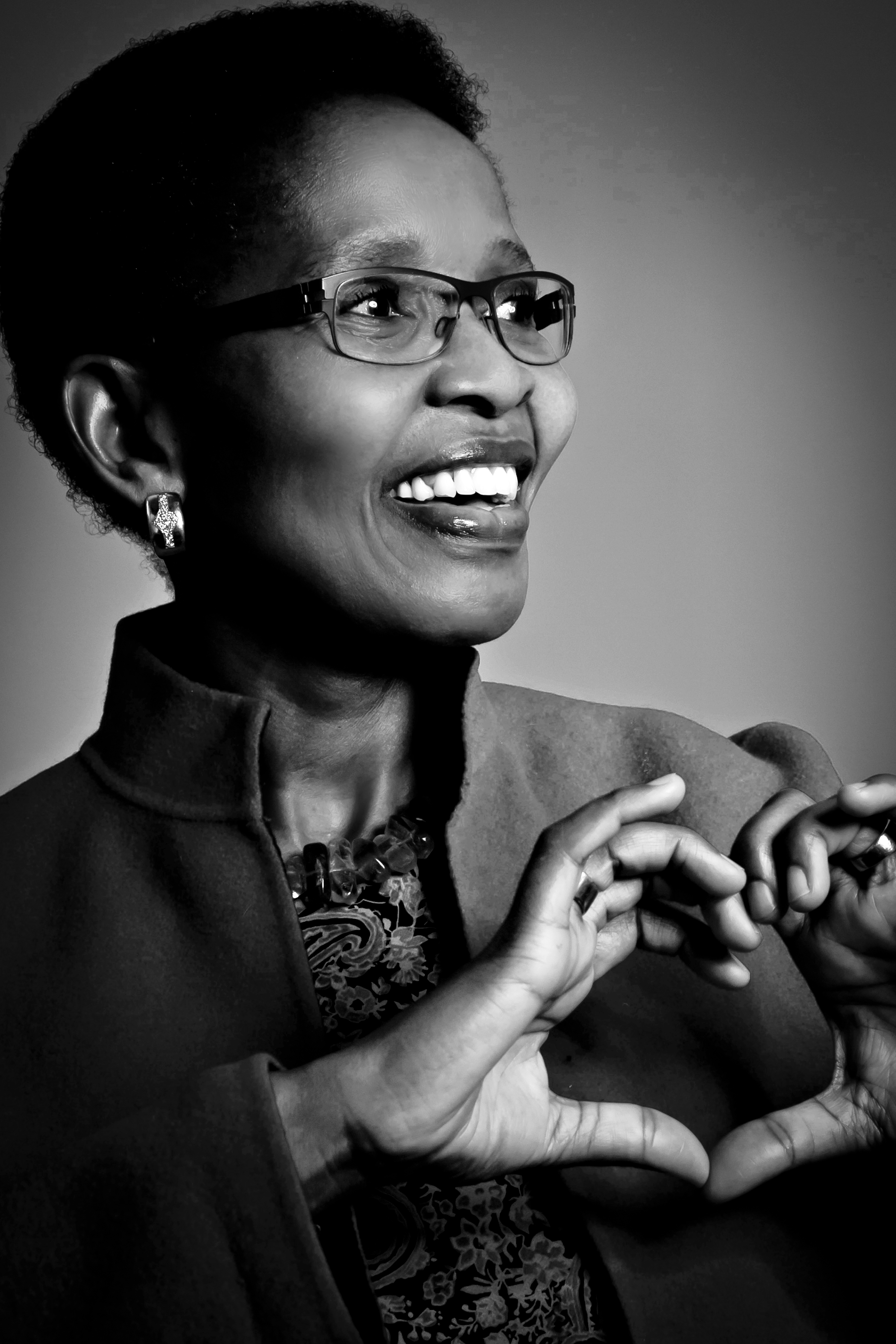
La psicologa sudafricana Pumla Gobodo-Madikizela.

In Sudafrica, gli psicologi sono qualificati in psicologia clinica, consulenza, educazione, organizzazione o ricerca. Come di seguito, la qualifica richiede almeno cinque anni di studio e almeno uno di tirocinio.
Per diventare qualificati, è necessario completare un master riconosciuto in Psicologia, un praticantato appropriato presso un istituto di formazione riconosciuto, e sostenere un esame stabilito dal Consiglio professionale di psicologia (Professional Board for Psychology). È richiesta la registrazione presso l'Health Professions Council of South Africa (HPCSA) e include una componente di sviluppo professionale continuo.
Il praticantato di solito prevede uno stage di un anno intero e, in alcune specializzazioni, l'HPCSA richiede il completamento di un anno aggiuntivo di servizio alla comunità. Il programma del master consiste in seminari, formazione teorica e pratica basata su corsi e una dissertazione di portata limitata e dura (nella maggior parte dei casi) due anni. Prima di iscriversi al programma del master, lo studente studia psicologia per tre anni come laurea (BA o B.Sc., e, per la psicologia organizzativa, anche B.Com.), seguita da un'ulteriore laurea post laurea con lode in psicologia.
Lo studente universitario B.Psyc. è un programma quadriennale che integra teoria e formazione pratica e, con l'esame richiesto stabilito dal Consiglio professionale di psicologia, è sufficiente per la pratica come psicometrista o consulente.

## Regno Unito
Nel Regno Unito, "psicologo registrato" e "psicologo praticante" sono titoli protetti. Il titolo di "neuropsicologo" non è protetto. Inoltre, sono tutelati dalla legge anche i seguenti titoli specialistici: "psicologo clinico", "psicologo consulente", "psicologo dell'educazione", "psicologo forense", "psicologo sanitario", "psicologo del lavoro" e "psicologo dello sport e dell'esercizio fisico". L'Health and Care Professions Council (HCPC) è l'autorità di regolamentazione legale per gli psicologi professionisti nel Regno Unito. Nel Regno Unito, anche l'uso del titolo di "psicologo abilitato" è protetto dalla normativa statutaria, British Psychological Society, ma non è necessariamente registrato presso l'HCPC. Tuttavia, è illegale per qualcuno che non è nella sezione appropriata del registro HCPC fornire servizi psicologici. Il requisito per registrarsi come psicologo clinico, di consulenza o dell'educazione è un dottorato professionale (e nel caso di questi ultimi due la qualifica professionale della British Psychological Society, che soddisfa gli standard di un dottorato professionale). Il titolo di "psicologo", di per sé, non è tutelato. La British Psychological Society sta lavorando con l'HCPC per garantire che il titolo di "neuropsicologo" sia regolamentato come titolo specialistico per gli psicologi praticanti.

### Occupazione
A dicembre 2012, nel Regno Unito, c'erano 19.000 psicologi professionisti registrati in sette categorie: psicologo clinico, psicologo consulente, psicologo dell'educazione, psicologo forense, psicologo della salute, psicologo del lavoro, psicologo dello sport e dell'esercizio. Almeno 9.500 di questi erano psicologi clinici, che è il più grande gruppo di psicologi in contesti clinici come il NHS. Circa 2.000 erano psicologi dell'educazione.

## Stati Uniti

### Istruzione e formazione

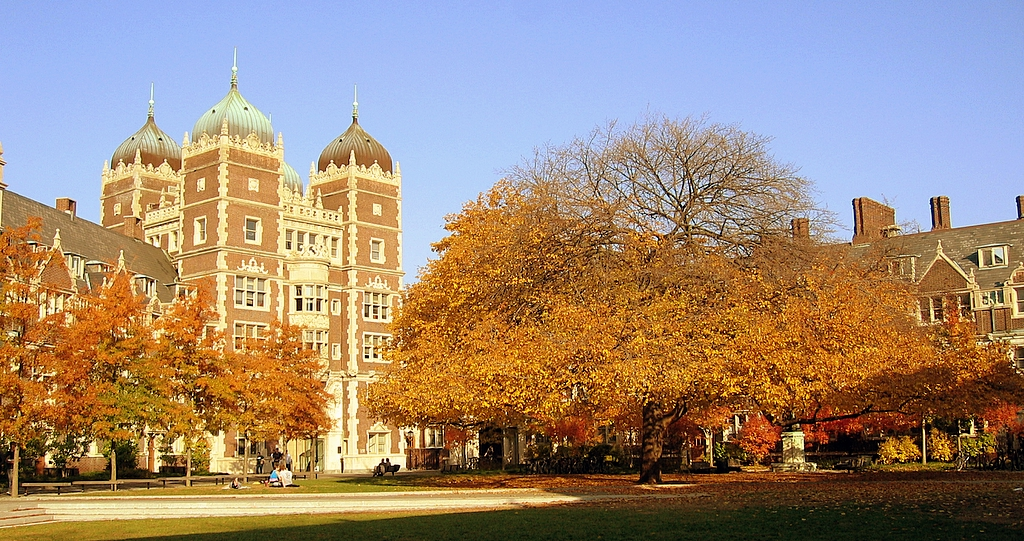
L'Università della Pennsylvania è stata la prima istituzione a offrire un'istruzione formale in psicologia clinica negli Stati Uniti.

Negli Stati Uniti e in Canada, la piena appartenenza all'associazione professionale di ciascun paese, rispettivamente l'American Psychological Association (APA) e la Canadian Psychological Association (CPA), richiede una formazione di dottorato (eccetto in alcune province canadesi, come l'Alberta, dove conseguire un master's degree è sufficiente). Il requisito minimo per l'adesione a pieno titolo può essere revocato in circostanze in cui vi è la prova che è stato dato un contributo o una prestazione significativa nel campo della psicologia. L'appartenenza associata richiede almeno due anni di studi post laurea in psicologia o una disciplina correlata approvata.
Alcune scuole statunitensi offrono programmi accreditati in psicologia clinica che danno luogo a un master's degree. Tali programmi possono variare da quarantotto a ottantaquattro unità, il più delle volte impiegando dai due ai tre anni per essere completati dopo la laurea. La formazione di solito enfatizza la teoria e il trattamento rispetto alla ricerca, molto spesso con un focus sulla scuola o sulla consulenza di coppia e familiare. Analogamente ai programmi di dottorato, gli studenti di livello master di solito devono completare una pratica clinica sotto supervisione; alcuni programmi richiedono anche una quantità minima di psicoterapia personale. Mentre molti laureati della formazione di livello master passano a programmi di dottorato in psicologia, un gran numero entra anche direttamente nella pratica, spesso come consulente professionista autorizzato (LPC), terapista matrimoniale e familiare (MFT) o altra pratica autorizzata simile, che varia a seconda dello stato.
Gli psicologi clinici negli Stati Uniti seguono molti anni di formazione universitaria, di solito da cinque a sette anni dopo la laurea, per acquisire competenza ed esperienza dimostrabili. La licenza come psicologo può richiedere uno o due anni aggiuntivi dopo il dottorato di ricerca/PsyD. Alcuni stati richiedono una residenza post-dottorato di 1 anno, mentre altri non richiedono un'esperienza di supervisione post-dottorato e consentono ai laureati in psicologia di sostenere immediatamente l'esame di licenza. Alcune specialità di psicologia, come la neuropsicologia clinica, richiedono un'esperienza post-dottorato di 2 anni indipendentemente dallo stato, come stabilito nelle linee guida della conferenza di Houston. Oggi in America, circa la metà di tutti gli studenti laureati in psicologia clinica vengono formati con programmi di dottorato PhD che enfatizzano la ricerca e sono condotti dalle università, con l'altra metà in programmi PsyD, che si concentrano maggiormente sulla pratica (simili alle lauree professionali per medicina e giurisprudenza). Entrambi i tipi di programmi di dottorato (PhD e PsyD) prevedono di praticare la psicologia clinica in modo scientificamente valido e basato sulla ricerca, e la maggior parte sono accreditati dall'APA.
L'accreditamento APA è molto importante per i programmi clinici, di consulenza e di psicologia scolastica degli Stati Uniti perché la laurea in un programma di dottorato non accreditato può influire negativamente sulle prospettive occupazionali e presentare un ostacolo per ottenere la licenza in alcune giurisdizioni.
Gli psicologi in genere hanno uno dei due gradi: PsyD o PhD. Il programma PsyD prepara lo studente principalmente come professionista per la pratica clinica (ad esempio, test, psicoterapia), ma anche come studioso che fa ricerca. A seconda della specialità (industriale/organizzativa, sociale, clinica, scolastica, ecc.), un dottorato di ricerca può essere formato sia nella pratica clinica che nella metodologia scientifica, per prepararsi a una carriera nel mondo accademico o nella ricerca. Entrambi i programmi PsyD e PhD preparano gli studenti a sostenere l'esame di licenza nazionale di psicologia, l'esame per la pratica professionale in psicologia (EPPP).
All'interno delle due categorie principali ci sono molti altri tipi di psicologi, come evidenziato dalle 54 divisioni dell'APA, che sono specialità o sotto-specialità o aree tematiche, inclusi psicologi clinici, di consulenza e scolastici. Tali professionisti lavorano con persone in una varietà di contesti terapeutici. Le persone spesso pensano che la disciplina coinvolga solo tali psicologi clinici o di consulenza. Mentre la consulenza e la psicoterapia sono attività comuni per gli psicologi, questi campi della psicologia dei servizi sanitari sono solo due rami nel più ampio dominio della psicologia. Esistono altre classificazioni come psicologia del lavoro e delle organizzazioni e psicologia di comunità, i cui professionisti applicano principalmente ricerche, teorie e tecniche psicologiche a problemi del "mondo reale" di affari, industria, organizzazioni di assistenza sociale, governo, e mondo accademico.

#### Servizi
Gli psicologi clinici possono offrire una gamma di servizi professionali, tra cui:
- Trattamento psicologico (psicoterapia)
- Somministrazione, valutazione e interpretazione di test psicologici
- Prescrizione di farmaci (in alcuni Stati)
- Condurre ricerche psicologiche
- Insegnamento
- Sviluppare programmi di prevenzione
- Consulenza
- Amministrazione del programma
- Testimonianza di esperti
- Supervisione di studenti o altri professionisti della salute mentale

In pratica, gli psicologi clinici potrebbero lavorare con individui, coppie, famiglie o gruppi in una varietà di contesti, inclusi studi privati, ospedali, centri di salute mentale della comunità, scuole, aziende e agenzie senza scopo di lucro.
La maggior parte degli psicologi clinici che si dedicano alla ricerca e all'insegnamento lo fanno all'interno di un college o di un'università. Gli psicologi clinici possono anche scegliere di specializzarsi in un campo particolare.

##### Autorità prescrittiva per gli psicologi (RxP)
Gli psicologi negli Stati Uniti si sono battuti per modifiche legislative per consentire a psicologi appositamente formati di prescrivere farmaci psicotropi. La legislazione in Idaho, Iowa, Louisiana, New Mexico e Illinois ha concesso a coloro che completano un ulteriore programma di master in psicofarmacologia clinica l'autorità di prescrivere farmaci per disturbi mentali ed emotivi. A partire dal 2019, La Louisiana è l'unico stato in cui la licenza e la regolamentazione della pratica della psicologia medica da parte di psicologi medici (MP) è regolata da un consiglio medico (il Louisiana State Board of Medical Examiners) piuttosto che da un consiglio di psicologi. Mentre altri stati hanno perseguito l'autorità prescrittiva, non ci sono riusciti. Una legislazione simile negli stati delle Hawaii e dell'Oregon è passata attraverso i rispettivi organi legislativi, ma in ogni caso alla legislazione è stato posto il veto dal governatore dello stato.
Nel 1989, il Dipartimento della Difesa degli Stati Uniti è stato incaricato di creare il Psychopharmacology Demonstration Project (PDP). Nel 1997, dieci psicologi sono stati formati in psicofarmacologia e hanno ottenuto la capacità di prescrivere farmaci psichiatrici.

#### Licenza
La pratica della psicologia clinica richiede una licenza negli Stati Uniti e in Canada. Sebbene ciascuno degli stati degli Stati Uniti sia diverso in termini di requisiti e licenze, ci sono tre requisiti comuni:
1. Diploma di una scuola accreditata con il titolo appropriato
2. Completamento dell'esperienza clinica supervisionata
3. Superamento di un esame scritto e/o orale

Tutti i consigli di licenza provinciali dello stato degli Stati Uniti e del Canada sono membri dell'Associazione dei consigli di psicologia statale e provinciale (ASPPB - Association of State and Provincial Psychology Boards) che ha creato e mantiene l'esame per la pratica professionale in psicologia (EPPP - Examination for Professional Practice in Psychology). Molti stati richiedono altri esami oltre all'EPPP, come un esame di giurisprudenza (vale a dire, diritto della salute mentale) o un esame orale. Quasi tutti gli stati richiedono anche un certo numero di crediti di formazione continua all'anno per rinnovare una licenza. I licenziatari possono ottenerlo attraverso vari mezzi, come frequentare corsi certificati e partecipare a workshop approvati.
Ci sono professioni il cui ambito di pratica si sovrappone alla pratica della psicologia (in particolare per quanto riguarda la fornitura di psicoterapia) e per le quali è richiesta una licenza.

### Professioni della salute mentale
- Terapista matrimoniale e familiare (MFT - Marriage and Family Therapist[75]). Una licenza MFT richiede un dottorato o un master. Inoltre, di solito comporta due anni di esperienza clinica post laurea sotto supervisione e la licenza richiede il superamento di un esame scritto, comunemente il National Examination for Marriage and Family Therapists, che è gestito dall'American Association for Marriage and Family Therapy. Inoltre, la maggior parte degli stati richiede un esame orale. I MFT, come suggerisce il titolo, lavorano principalmente con famiglie e coppie, affrontando un'ampia gamma di problemi psicologici comuni.
- Consulente professionale autorizzato (LPC - Licensed Professional Counselor). Simile alla MFT, la licenza LPC richiede un master o un dottorato, un numero minimo di ore di esperienza clinica supervisionata in un praticantato pre-dottorato e il superamento dell'esame di consigliere nazionale. Licenze simili sono il consulente per la salute mentale autorizzato (LMHC), il consulente clinico professionale autorizzato (LCPC) e il consulente clinico per la salute mentale (CCMH). In alcuni stati, dopo aver superato l'esame, viene concessa una licenza LPC temporanea e il medico può iniziare il normale tirocinio supervisionato di 3000 ore che porta alla licenza completa che consente di esercitare la professione di consulente o psicoterapeuta, solitamente sotto la supervisione di uno psicologo autorizzato[76].
- Licensed Psychological Associate (LPA) Ventisei stati offrono una licenza solo per master, una delle quali è comune è la LPA, che consente al terapeuta di esercitare in modo indipendente o, più comunemente, sotto la supervisione di uno psicologo autorizzato, a seconda del stato[77]. I requisiti comuni sono da due a quattro anni di esperienza clinica supervisionata post-master e il superamento di un esame di associazione psicologica. Altri titoli per questo livello di licenza includono tecnico psicologico (Alabama), assistente psicologico (California), psicoterapeuta clinico autorizzato (Kansas), professionista psicologico autorizzato (Minnesota), professionista comportamentale autorizzato (Oklahoma), associato psicologico autorizzato (North Carolina) o psicologo esaminatore (Tennessee).
- Analisti comportamentali con licenza (Licensed behavior analysts[78])

Gli analisti comportamentali autorizzati sono autorizzati in cinque stati a fornire servizi a clienti con abuso di sostanze, disabilità dello sviluppo e malattie mentali. Questa professione attinge alla base di prove dell'analisi comportamentale applicata e alla filosofia del comportamentismo.

#### Ambiguità del titolo
Per esercitare con il titolo di "psicologo", in quasi tutti i casi è richiesto un dottorato (PhD, PsyD o EdD negli Stati Uniti). Normalmente, dopo la laurea, il professionista deve svolgere un certo numero di ore di post-dottorato sotto supervisione che vanno da 1.500 a 3.000 (di solito impiegano da uno a due anni), e superare l'EPPP e qualsiasi altro esame statale o provinciale. In linea di massima, un professionista negli Stati Uniti deve possedere un dottorato in psicologia (PsyD, EdD o PhD) e/o avere una licenza statale per utilizzare il titolo di psicologo. Tuttavia, le normative variano da stato a stato. Ad esempio, negli stati del Michigan, West Virginia e Vermont, ci sono psicologi autorizzati a livello di master.

#### Differenze con gli psichiatri
Sebbene gli psicologi clinici e gli psichiatri condividano lo stesso obiettivo fondamentale - l'alleviamento del disagio mentale - la loro formazione, prospettiva e metodologie sono spesso diverse. Forse la differenza più significativa è che gli psichiatri sono medici autorizzati e, come tali, tendono a utilizzare il modello medico per valutare i problemi di salute mentale e ad impiegare anche farmaci psicotropi come metodo per affrontarli.
Gli psicologi generalmente non prescrivono farmaci, sebbene in alcune giurisdizioni abbiano privilegi di prescrizione. In cinque stati degli Stati Uniti (New Mexico, Louisiana, Illinois, Iowa e Idaho), agli psicologi con formazione in psicofarmacologia clinica è stata concessa l'autorità prescrittiva per i disturbi di salute mentale.
Gli psicologi ricevono una formazione approfondita nell'amministrazione, nel punteggio, nell'interpretazione e nella segnalazione dei test psicologici, mentre gli psichiatri non sono formati in tali test. Inoltre, gli psicologi (in particolare quelli con dottorato di ricerca PhD) trascorrono diversi anni nella scuola di specializzazione per essere formati per condurre ricerche comportamentali; la loro formazione comprende la progettazione della ricerca e l'analisi statistica avanzata. Sebbene questa formazione sia disponibile per i medici tramite doppi programmi MD/PhD, in genere non è inclusa nell'educazione medica standard, sebbene gli psichiatri possano sviluppare capacità di ricerca durante la loro residenza o una borsa di studio in psichiatria (post-residenza). Gli psicologi con dottorato di ricerca PsyD tendono ad avere più formazione ed esperienza nella pratica clinica (ad esempio psicoterapia, test) rispetto a quelli con dottorato PhD.
Gli psichiatri, in quanto medici autorizzati, hanno ricevuto una formazione più intensiva in altre aree, come la medicina interna e la neurologia, e possono utilizzare questa conoscenza per identificare e trattare condizioni mediche o neurologiche che presentano principalmente sintomi psicologici come depressione, ansia o paranoia (p. es., ipotiroidismo che si presenta con sintomi depressivi o embolia polmonare con significativa apprensione e ansia).

### Occupazione
Negli Stati Uniti, dei 181.600 posti di lavoro per psicologi nel 2021, 123.300 sono impiegati in posizioni cliniche, di consulenza e scolastiche; 2.900 sono occupati in posizioni industriale-organizzative e 55.400 sono in posizioni "tutte le altre".
Lo stipendio medio negli Stati Uniti per psicologi clinici, di consulenza e scolastici nel maggio 2021 era di 82.510 USD e lo stipendio medio per gli psicologi dell'organizzazione industriale era di 105.310 USD.
Gli psicologi possono lavorare in contesti applicati o accademici. Gli psicologi accademici educano gli studenti dell'istruzione superiore, oltre a condurre ricerche, con la ricerca a livello universitario che è una parte importante della psicologia accademica. Le posizioni accademiche possono essere di ruolo o non di ruolo, con posizioni di ruolo altamente desiderabili.